# تيري ريان (كاتب)
تيري ريان (بالإنجليزية: Terry Ryan)‏ هو كاتب سيناريو أمريكي، ولد في 26 نوفمبر 1922 في كليفلاند في الولايات المتحدة، وتوفي في 5 مايو 2001 في نيويورك في الولايات المتحدة.

## وصلات خارجية
- تيري ريان على موقع IMDb (الإنجليزية)
- تيري ريان على موقع قاعدة بيانات الفيلم (الإنجليزية)
- تيري ريان على موقع كينوبويسك (الروسية)